# Lớp tương đương

Tương đẳng là một ví dụ về lớp tương đương. Hai tam giác bên trái tương đẳng với nhau, trong khi hai tam giác còn lại không tương đẳng với tam giác nào cả. Do đó hai tam giác trái thuộc cùng một lớp tương đương, còn hai tam giác kia, mỗi tam giác nằm trong chính lớp của nó.

Trong toán học, khi các phần tử của một tập hợp {\displaystyle S} có quan hệ tương đương với nhau với nhau, ta có thể tách tập {\displaystyle S} thành các lớp tương đương. Các lớp này được xây dựng sao cho hai phần tử {\displaystyle a} và {\displaystyle b} thuộc cùng một lớp tương đương khi và chỉ khi chúng tương đương với nhau.
Cụ thể hơn, cho tập {\displaystyle S} và quan hệ tương đương {\displaystyle \,\sim \,} trên {\displaystyle S,} lớp tương đương của phần tử {\displaystyle a} trong {\displaystyle S,} ký hiệu bởi {\displaystyle [a],} là tập 
{\displaystyle \{x\in S:x\sim a\}}
các phần tử tương đương với {\displaystyle a.} Ta có thể chứng minh từ định nghĩa lớp tương đương rằng các lớp tương đương tạo thành phân hoạch tập hợp của {\displaystyle S.} Tập các lớp tương đương này được gọi là tập hợp thương hay không gian thương của {\displaystyle S} bởi {\displaystyle \,\sim \,,} và ký hiệu bởi {\displaystyle S/\sim .}
Khi tập hợp {\displaystyle S} có một số cấu trúc đại số (ví dụ như đi kèm phép toán nhóm hay là một nhóm topo và quan hệ tương đương {\displaystyle \,\sim \,} tương thích với cấu trúc đó thì tập thương cũng sẽ giữ cấu trúc thêm vào từ tập mẹ. Các ví dụ bao gồm không gian thương trong đại số tuyến tính, nhóm thương, không gian đồng nhất, vành thương, monoid thương, và các phạm trù thương.

## Các ví dụ
- Nếu {\displaystyle X} là tập tất cả các xe ô tô, and {\displaystyle \,\sim \,} là quan hệ "có cùng màu với", thì một trong những lớp tương đương sẽ chỉ bao gồm các xe màu hồng, và {\displaystyle X/\sim } có thể coi là tập của các màu xe.
- Gọi {\displaystyle X} là tập các hình chữ nhật trên mặt phẳng, và {\displaystyle \,\sim \,} là quan hệ tương đương "có cùng diện tích với", thì với mỗi số thực dương {\displaystyle A,} sẽ có lớp tương đương bao gồm các hình chữ nhật có cùng diện tích {\displaystyle A.}[3]
- Xét quan hệ đồng dư 2 trên tập các số nguyên, {\displaystyle \mathbb {Z} ,} sao cho {\displaystyle x\sim y} khi và chỉ khi hiệu {\displaystyle x-y} là số chẵn. Quan hệ này sinh ra hai lớp tương đương, một lớp chứa tất cả các số chẵn và lớp còn lại thì chứa tất cả các số lẻ. [4]
- Xét {\displaystyle X} là tập các cặp số nguyên được sắp {\displaystyle (a,b)} với {\displaystyle b} khác không, và định nghĩa quan hệ tương đương {\displaystyle \,\sim \,} trên {\displaystyle X} sao cho {\displaystyle (a,b)\sim (c,d)} khi và chỉ khi {\displaystyle ad=bc,} thì tập các lớp tương đương của cặp {\displaystyle (a,b)} có thể coi ngang với tập các số hữu tỷ {\displaystyle a/b,} và quan hệ tương đương cùng với lớp tương đương có thể dùng để đưa ra định nghĩa cho tập các số hữu tỉ.[5] Cách xây dựng này có thể tổng quát hóa cho bất cứ trường phân thức của bất kỳ miền nguyên nào.

## Định nghĩa và ký hiệu
Quan hệ tương đương trên tập {\displaystyle X} là quan hệ hai ngôi {\displaystyle \,\sim \,} trên {\displaystyle X} thỏa mãn ba tính chất sau:
- {\displaystyle a\sim a} với mọi {\displaystyle a\in X} (phản xạ),
- {\displaystyle a\sim b} thì {\displaystyle b\sim a} với mọi {\displaystyle a,b\in X} (đối xứng),
- Nếu {\displaystyle a\sim b} và {\displaystyle b\sim c} thì {\displaystyle a\sim c} với mọi {\displaystyle a,b,c\in X} (bắc cầu).

Lớp tương đương {\displaystyle a} thường được ký hiệu {\displaystyle [a]}, {\displaystyle {\overline {a}}}, {\displaystyle cl(a)} hoặc {\displaystyle [a]_{\sim },} và được định nghĩa là tập {\displaystyle \{x\in X:a\sim x\}} của các phần tử có quan hệ với {\displaystyle a} bởi {\displaystyle \,\sim .}.
Tập các lớp tương đương của {\displaystyle X} với quan hệ tương đương {\displaystyle R} được ký hiệu bởi {\displaystyle X/R,} và được gọi là tập thương của {\displaystyle X} bởi {\displaystyle R}. Phép toàn ánh {\displaystyle x\mapsto [x]} từ {\displaystyle X} tới {\displaystyle X/R,} ánh xạ từng phần tử sang lớp tương đương của chính nó được gọi là phép chiếu chính tắc.
Mỗi phần tử của mỗi lớp tương đương đều là đặc trưng của lớp đó, và do đó có thể đại diện cho lớp đó. Khi một phần tử trong lớp được chọn, nó được gọi là đại diện của lớp đó. Phép chọn đại diện của mỗi lớp là một đơn ánh từ {\displaystyle X/R} sang X. 

## Các tính chất
Mỗi phần tử {\displaystyle x} thuộc {\displaystyle X} là phần tử của lớp tương đương {\displaystyle [x].} Bất cứ hai lớp tương đương {\displaystyle [x]} và {\displaystyle [y]} hoặc bằng nhau hoặc không giao nhau. Do đó, tập các lớp tương đương của {\displaystyle X} tạo thành phân hoạch tập hợp của {\displaystyle X}: mỗi phần tử thuộc {\displaystyle X} chỉ thuộc duy nhất một lớp tương đương. Ngược lại, mỗi phân hoạch của {\displaystyle X} đến từ quan hệ tương đương theo cách đó thì, {\displaystyle x\sim y} khi và chỉ khi {\displaystyle x} và {\displaystyle y} thuộc chung một tập phân hoạch.
Từ tính chất của quan hệ tương đương, ta có
{\displaystyle x\sim y} khi và chỉ khi {\displaystyle [x]=[y].}
Nói cách khác, nếu {\displaystyle \,\sim \,} là quan hệ tương đương trên tập {\displaystyle X,} {\displaystyle x} và {\displaystyle y} là hai phần tử thuộc {\displaystyle X,} thì các phát biểu sau là tương đương:
- {\displaystyle x\sim y}
- {\displaystyle [x]=[y]}
- {\displaystyle [x]\cap [y]\neq \emptyset .}

## Biểu diễn đồ thị

Đồ thị với 7 lớp tương đương

Đồ thị vô hướng có thể dùng với bất cứ quan hệ đối xứng trên tập {\displaystyle X,} với các đỉnh là các phần tử thuộc {\displaystyle X,} và mỗi hai đỉnh {\displaystyle s} và {\displaystyle t} được nối với nhau khi và chỉ khi {\displaystyle s\sim t.} Đồ thị của quan hệ tương đương là đồ thị mà các thành phần liên thông là các clique.